# Nikola Šubić Zrinski
Nikola Šubić Zrinski, o anche Nikolaus Zrinyi o Zrínyi Miklós (Zrin, 1508 circa – 8 settembre 1566), fu un generale del Sacro Romano Impero e bano della Croazia.
Fu il difensore della fortezza di Szigetvár, presso Pécs contro l'assalto delle truppe ottomane di Solimano il Magnifico. Proveniva da una dinastia di antica nobiltà croata, i Šubić, che dal 1347 avevano preso il nome dal castello di Zerin (oggi Zrin) e quindi erano chiamato conti di Zrin. Era figlio di Nikola III Zrinski e di Jelena Karlović, originaria di Corbavia. Pronipoti di Zrinski furono il bano di Croazia e poeta croato-ungherese Nikolaus Zrínski, come il bano e scrittore Petar Zrinski.

## Biografia
Egli si distinse nel 1529 durante il primo assedio di Vienna. Hans Katzianer, il comandante indagato dal Consiglio di corte di Ferdinando I, si sottrasse all'incriminazione fuggendo nel castello di Kostajnica. Egli cercò di convincere Nikola ed il suo fratello Johann a passare in campo ottomano, ma il 27 ottobre 1539 venne ucciso dallo stesso Nikola.
Zrinski salvò nel 1542 l'armata imperiale presso Pest da una sconfitta, attaccando il nemico con i suoi 400 croati. Nello stesso anno divenne bano di Croazia e Slavonia. Per i risultati dei servigi da lui resi, Ferdinando I gli donò la contea di Međimurje, nella Croazia del nord con la rocca di Čakovec.
Sconfisse i turchi in fuga a Somlyó, vicino a Székesfehérvár.
Nel 1554 l'imperatore e re d'Ungheria Ferdinando I d'Asburgo, lo elevò al rango comitale.
Nel 1556 ottenne alcune vittorie contro i turchi culminate con l'attacco alla città di Babócsa, condotto insieme al Palatino Tamás Nádasdy.
Nel 1557 si dimise dalla carica di bano e divenne comandante della piazza di Szigetvár. Nel 1561 divenne tesoriere reale d'Ungheria e due anni dopo comandante in capo delle truppe reali transdanubiane. Nel 1564 sconfisse i turchi a Segesd.
Dopo la morte dell'imperatore Ferdinando I, chiese al suo successore Massimiliano II la cessazione del pagamento del tributo all'Impero ottomano.
Il 1º maggio 1566 Solimano il Magnifico iniziò l'ennesima campagna ottomana contro la Monarchia asburgica, lasciando Istanbul con un esercito di circa 150.000 uomini.

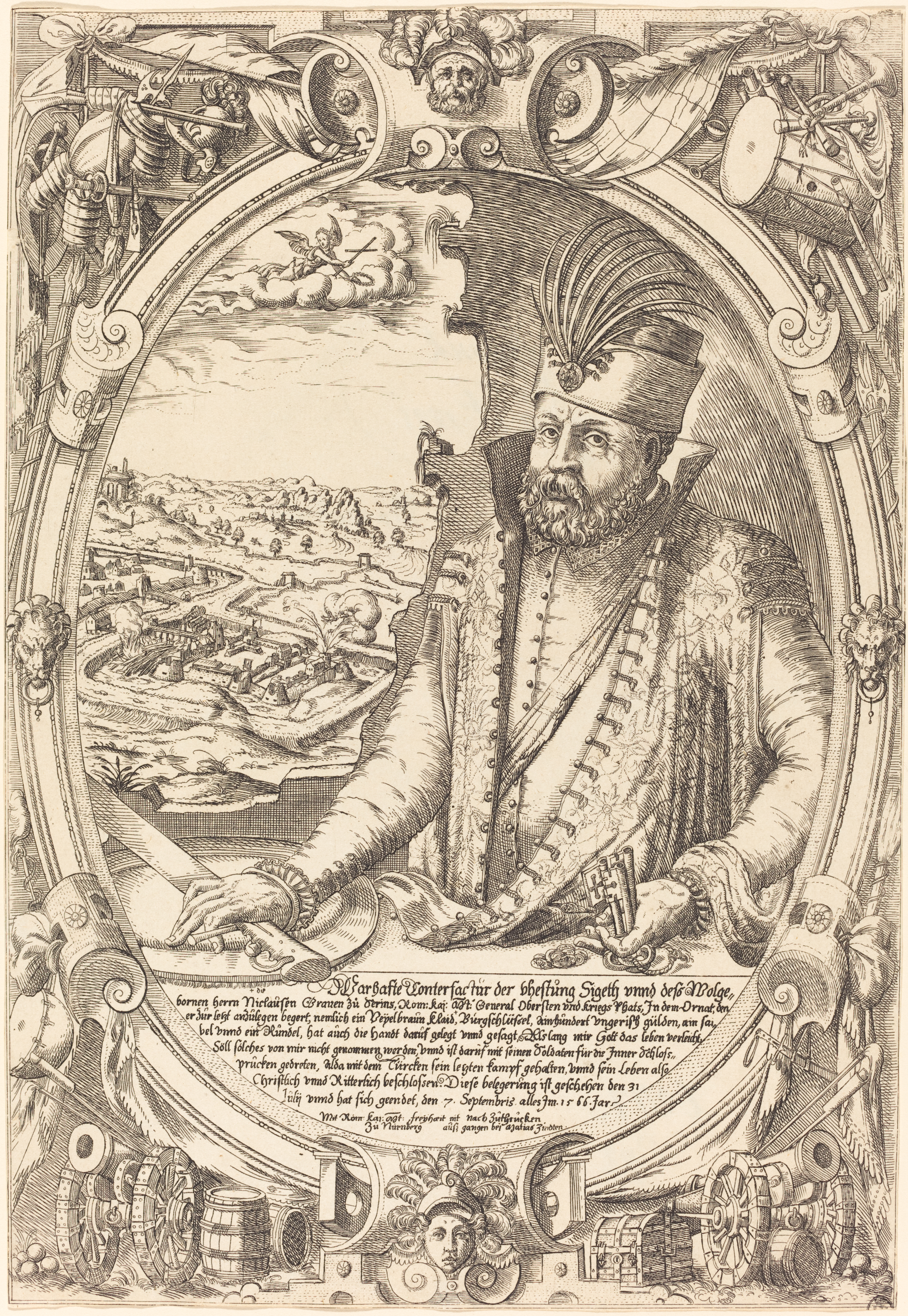
Nikola Šubić Zrinski in una incisione del XVI secolo.

Giunto a fine luglio a Belgrado, apprese del successo di Zrinski nell'assalto ad un accampamento turco a Siklós e decise di rinviare il previsto attacco ad Eger per attaccare prima la fortezza di Zrinski a Szigetvár ed eliminarne così la minaccia. Il 6 agosto poneva così l'assedio a Szigetvár. La difesa della guarnigione, al comando di Zrinski fu strenua ed eroica, infliggendo perdite considerevoli agli assedianti, ma la disparità numerica fra i due contendenti era troppo forte: 2300 circa i difensori contro l'intero corpo di spedizione ottomano. L'8 settembre 1566, con i 600 uomini che rimanevano della guarnigione arroccatasi nel castello di Szigetvár, semidistrutto dalle cannonate dell'artiglieria turca, compì un'ultima sortita al comando di Zrinski, che così apostrofò per l'ultima volta i suoi soldati ed ufficiali:
Egli fu colpito da due colpi di moschetto nel petto ed ucciso poco dopo da una freccia nel capo.
Decapitato, la testa venne inviata al sultano mentre il suo corpo venne poi sepolto nel convento di Sant'Elena a Čakovec.
Solimano il Magnifico tuttavia non ebbe la soddisfazione di vedere capitolare la città: due giorni prima dell'assalto finale e della sortita di Zrinski con i suoi ultimi combattenti, morì nella sua enorme tenda, sita su un'altura di fronte alla città.

## Matrimoni e discendenza
Nel 1543 Zrinski sposò la giovane Caterina Frangipani (in lingua croata Frankopan), figlia dell'ex bano di Croazia, Cristoforo. Da Caterina egli ebbe più figli, fra i quali il suo successore Juraj (IV) Zrinski.
Rimasto vedovo della prima moglie, Zrinski sposò nel 1564 Eva von Rosenberg, una sorella dei fratelli Guglielmo e Peter Wok von Rosenberg (signori di Rozmberk, una delle casate più importanti del Regno Boemo, che possedeva i territori in Bohemia del sud), dalla quale ebbe il figlio Zrinski von Seryn († 1612).

## Memoria
Zrinski è considerato sia in Croazia che in Ungheria un eroe nazionale.
Nel centro di Zagabria è intitolato a lui il parco Zrinjevac-Park.
Nel 1869 a Brigittenau (20º distretto di Vienna) gli venne intitolata una via: la Zrinskigasse.
Il pronipote Miklós Zrínyi scrisse La catastrofe di Sziget, maestosa epopea in 15 canti del 1651, che narra dell'eroica difesa della fortezza di Szigetvár da parte del bisnonno Nikola.
Lo scrittore tedesco Theodor Körner scrisse su di lui nel 1812 un dramma in versi: Zrínyi. Il compositore Ivan Zajc gli dedicò l'opera del 1876 Nikola Šubić Zrinski, che narra l'eroica sconfitta dei croati contro i turchi come una metafora per i loro recenti impulsi nazionalisti nei confronti della Monarchia asburgica.
Per decisione dell'imperatore Francesco Giuseppe, dal 28 febbraio 1863 il nome di Zrinski venne inserito nell'elenco dei «…più famosi, degni sempre di emulazione, combattenti e generali dell'Austria», in onore del quale venne anche eretta una statua in grandezza naturale, nella Feldherrenhalle dell'allora di recente costruzione Museo delle armi imperiali e regali in Vienna (oggi Heeresgeschichtliches Museum ). La statua, scolpita in marmo di Carrara dallo scultore Nikolaus Vay (1828-1886), gli fu dedicata personalmente dall'imperatore Francesco Giuseppe.